# Junta de Salvación Nacional
La Junta de Salvación Nacional (JSN) fue un grupo de militares designados para apoyar al gobierno del Estado portugués en abril de 1974, después de la revolución que derrocó al Estado Nuevo entonces liderado por Marcelo Caetano y el almirante Américo Tomás. Esta junta estuvo en funcionamiento entre 1974 y 1975, tras la declaración del presidente António de Spínola a las 01:30 del 26 de abril de 1974.

## Orígenes
La junta estaba prevista en el programa del Movimiento de las Fuerzas Armadas (MFA) para el ejercicio político, hasta la formación de un gobierno civil, para hacer frente a la destitución inmediata del presidente de la República (almirante Américo Tomás) y del gobierno, a la disolución de la Asamblea Nacional y del Consejo de Estado, a través de la promulgación de la Ley constitucional Nº 1/74 de 25 de abril de 1974. La elección del presidente y el nombramiento de los jefes militares estarían a cargo de la propia junta.

## Composición
La Junta de Salvación Nacional estaba formada por los siguientes dirigentes militares:
- General António de Spínola (Ejército) - Presidente
- General Francisco da Costa Gomes (Ejército)
- Brigadier Jaime Silvério Marques (Ejército)
- General Manuel Diogo Neto (Fuerza Aérea) - estaba ausente de Portugal continental el 25 de abril de 1974, pues estaba en la colonia ultramarina portuguesa de Mozambique
- Coronel Carlos Galvão de Melo (Fuerza Aérea)
- Capitán de mar y guerra José Baptista Pinheiro de Azevedo (Armada portuguesa)
- Capitán de corbeta António Alva Rosa Coutinho (Armada portuguesa)

## Proclamación de la Junta de Salvación Nacional
A las 01:30 del 26 de abril de 1974 (Hora de Lisboa), António de Spínola, reunido con los otros dirigentes de la Junta de Salvación Nacional, proclamó lo siguiente en la televisión portuguesa:
| En obediencia al mandato que le fue concedido por las fuerzas armadas después del triunfo del movimiento que en buena hora se llevó a cabo, por la supervivencia nacional y el bienestar del pueblo portugués, la Junta de Salvación Nacional que presido, constituida con la misión imperativa de garantizar el orden y de conducir el país a la definición y a la consecución de verdaderos objetivos nacionales, se compromete ante el país, a: - Garantizar la supervivencia de la nación como un país soberano como un todo pluricontinental; - Promover, desde esta hora, la conciencia de los portugueses, permitiendo la plena expresión de todas las corrientes de opinión, con el fin de acelerar la formación de asociaciones cívicas que polarizarán tendencias y facilitar la libre elección por sufragio universal de una asamblea nacional constituyente y la consiguiente elección del presidente; - Garantizar la libertad de expresión y de pensamiento; - Abstenerse de cualquier acción política que pueda condicionar la libertad de la elección y la tarea de la futura asamblea constituyente, evitando por todos los medios que otras fuerzas puedan interferir en un proceso que se desea que sea eminentemente nacional; - Regular su acción según las normas elementales de la moral y de la justicia, garantizando a cada ciudadano los derechos fundamentales establecidos en declaraciones universales y hacer respetar la paz cívica, limitando el ejercicio del poder a la garantía de la libertad de los ciudadanos; - Respetar las obligaciones internacionales derivadas de los tratados celebrados; - Impulsar nuestras tareas con el fin de que, tan pronto cuanto sea posible, el país sea gobernado por instituciones escogidas por su libre elección; - Retornar el poder a las instituciones constitucionales cuando el presidente electo inicie el ejercicio de sus funciones. |